# Club Bruges KV - Standard de Liège en football

Le match de football opposant le Club Bruges KV et le Standard de Liège est une rencontre entre deux des clubs les plus titrés de Belgique. Il est considéré comme un match au sommet, et dès lors, tombe dans le champ du vocable "Topper", au titre d'affiche de la journée.
La rivalité sportive nait courant des années 70-80, tout comme la rivalité entre les groupes de hooligans des deux clubs, lorsque le Club Bruges commence à glaner des titres et qu'il rejoint le Standard au nombre de trophées avant de le distancer.

## Statistiques

Standard de Liège

FC Bruges

### Général (depuis 1909)
Mis à jour le 26 juillet 2018.
|                        | Matchs | Victoires du FC Bruges | Matchs nuls* | Victoires du Standard | Buts pour FCB | Buts pour RSCL |
| ---------------------- | ------ | ---------------------- | ------------ | --------------------- | ------------- | -------------- |
| Jupiler Pro League     | 176    | 70                     | 40           | 66                    | 280           | 247            |
| Coupe de Belgique      | 10     | 4                      | 0            | 6                     | 17            | 22             |
| Supercoupe de Belgique | 2      | 2                      | 0            | 0                     | 4             | 2              |
| Coupe de la Ligue Pro  | 2      | 0                      | 0            | 2                     | 4             | 10             |
| Total                  | 190    | 76                     | 40           | 74                    | 305           | 281            |

* Les matchs remportés aux tirs au but comptent comme un match nul

### Palmarès
Mis à jour le 14 janvier 2021.
| Compétition            | FC Bruges | Standard |
| ---------------------- | --------- | -------- |
| Jupiler Pro League     | 19        | 10       |
| Coupe de Belgique      | 11        | 8        |
| Coupe de la Ligue Pro  | 0         | 1        |
| Supercoupe de Belgique | 17        | 4        |
| Division 2             | 4         | 2        |
| Total                  | 46        | 24       |